# 時間旅行 (辛島美登里の曲)
『時間旅行』（じかんりょこう）は、辛島美登里のシングル。1989年6月25日発売。公式上のデビューシングルとなる。発売元はファンハウス。

## 解説
- リミックス違いがベスト・アルバム『Zinc White』に収録されている。

## トラック
1. 時間旅行 （4分25秒） 
作詞・作曲：辛島美登里、編曲：久米大作
2. 最後の手紙 （5分01秒）
作詞・作曲：辛島美登里、編曲：久米大作

## 関連作品
- Gently
- Zinc White
- Hello Goodbye
- SINGLES
- GOLDEN☆BEST 辛島美登里

## 参加ミュージシャン
- Jun Aoyama:Drums
- Ken Watanabe:Electric Bass
- Masaki Matsubara:Electric Guitar
- Homei Matsumoto:keyboard
- Daisaku Kume:keyboard
- Hiroyuki Noguchi:Fagott
- Shinji Kanoh:Synthesizer Operator

## 注
1. ↑  公式デビュー以前を含めると通算4枚目。